# Enroulement filamentaire

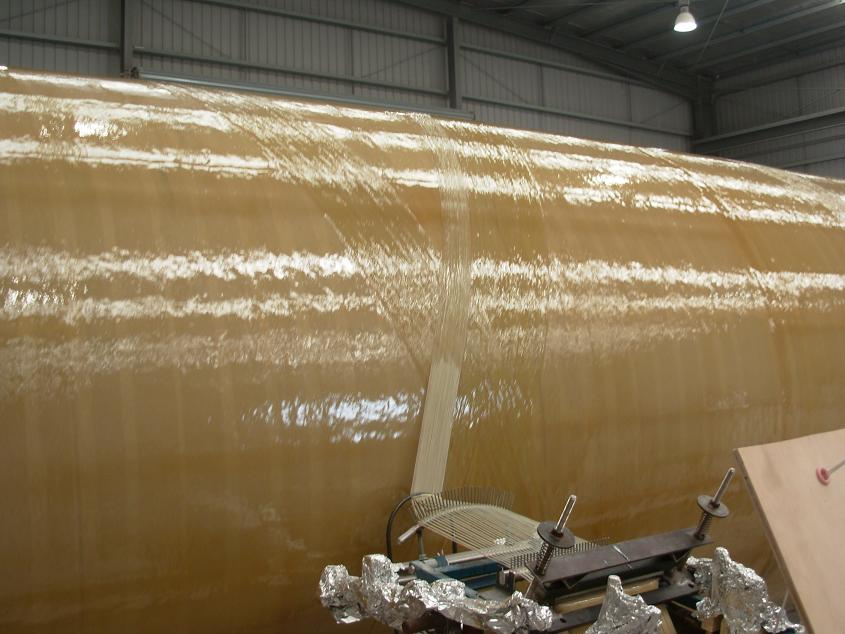

L'enroulement filamentaire est un procédé de mise en œuvre par moulage de matériaux composites sous forme de pièces de révolution creuses (cylindre, cône, etc.). Ce procédé est adapté aux productions massives et est utilisé principalement pour fabriquer des pièces soumises à une forte pression interne (réservoirs, tuyaux, etc.).

## Applications
Les principales applications de l'enroulement filamentaire sont les suivantes :
- sport : cannes à pêche, shafts de clubs de golf, flèches, bâtons de ski, perches de saut, mâts de bateaux ;
- transport : fuselages d'avion, coques de sous-marin, corps de fusée ;
- transport par canalisation : pipelines, tuyaux pour le chauffage urbain, pour l’assainissement ou pour l’adduction d’eau[1] ;
- stockage : réservoir sous pression, silos ;
- etc.

## Matières
Les principales résines utilisée dans l'enroulement filamentaire sont les  époxydes, les polyesters insaturés, les vinylesters, les polyuréthanes et les polyimides. Les principales fibres sont le verre, l'aramide, le carbone et le bore. 

## Mode opératoire
L'enroulement filamentaire consiste à enrouler des fibres continues imprégnées de résine autour d'une broche en rotation jouant le rôle d'un moule intérieur. 
Le système de guidage des fibres se déplace d'avant en arrière pendant la rotation de la broche, de sorte que ces fibres soient enroulées de façon uniforme. Pour les thermodurcissables, les fibres continues sont imprégnées dans un bain de résines catalysées juste avant l'étape d'enroulement. Pour les thermoplastiques, les fibres continues pré-imprégnées de matrice thermoplastique sont enroulées directement autour de la broche. 
À la fin de l'enroulement, les étapes suivantes ont lieu :
- dans le cas des matières thermodurcissables, chauffe généralement par mise à l'autoclave de l'ensemble broche-composite jusqu'à la fin de la cuisson (réticulation) de ce dernier ;
- refroidissement de l'ensemble ;
- enlèvement de la broche et récupération de la pièce.